# 岡山県立博物館
岡山県立博物館（おかやまけんりつはくぶつかん、Okayama Prefectural Museum）は、岡山県岡山市北区の後楽園外苑にある博物館。

## 概要
現在の岡山県域に中心があり、古代に繁栄した吉備国をはじめとした原始・古代からの数多くの文化遺産を収集・保存し、その代表的なものを展覧することを目的とし、1971年（昭和46年）8月に岡山県政100周年の記念事業の一環として開館した。収蔵品には国宝の鎧、国の重要文化財の絵画、刀剣、考古資料等が含まれる。
大規模改修のため2020年4月から休館し、2022年10月に1階展示室をオープン、2023年4月に2階を含めて全面開館する予定であった。しかし、2022年6月の検査で1階収蔵庫の空気中の有機酸の数値が、国が定める文化財の公開承認施設の基準を上回ったため、2022年10月の再オープンは延期された。2023年1月に1階展示室が再開館し、4月1日に全面リニューアルオープンした。

## 沿革
- 1970年（昭和45年）
  - 10月 - 建築工事着工。
- 1971年（昭和46年）
  - 6月 - 建築工事完工。
  - 7月 - 岡山県立博物館条例公布。
  - 8月 - 開館。
- 2004年（平成16年） - 岡山県立博物館友の会設立。
- 2005年（平成17年） - デジタルミュージアム公開開始。
- 2020年（令和2年）4月 - 大規模改修のため休館
- 2023年（令和5年）
  - 1月7日 - 1階展示室のみ部分開館[2]。
  - 4月1日 - 大規模改修が完了し、リニューアルオープン

## 所蔵文化財

### 国宝
- 赤韋威鎧 兜、大袖付（附：唐櫃）（あかがわおどしよろい かぶと・おおそでつき つけたり：からびつ）

備中赤木家に伝来した、平安時代後期にさかのぼる鎧で、兜と大袖（両肩から上腕部を護る防具）を具備する。「韋」は甲冑用語で鹿のなめし皮を指すが、赤韋を用いた鎧は珍しい。現存する平安時代の甲冑の多くが神社への奉納品で後世の修復が多いのに対し、この鎧・兜は破損が多く、一部に補修があるとはいえ、製作当初の状態を良好に残す点で、資料的に貴重である。

### 重要文化財（国指定）
- 絹本著色宇喜多能家像 大永四年八月九峯宗成賛（1524年）
- 太刀 銘則宗
- 太刀 銘長光
- (*)大飛島祭祀遺跡出土品 84点 奈良 - 平安時代
- 特殊器台 岡山県総社市宮山遺跡出土 弥生 - 古墳時代
- 突線流水文銅鐸（附：貨泉25枚、棒状銅製品1個） 岡山市高塚遺跡出土
- 閑谷学校関係資料 4,041点

(*)印は国（文化庁）の所有で、岡山県立博物館が保管している文化財。

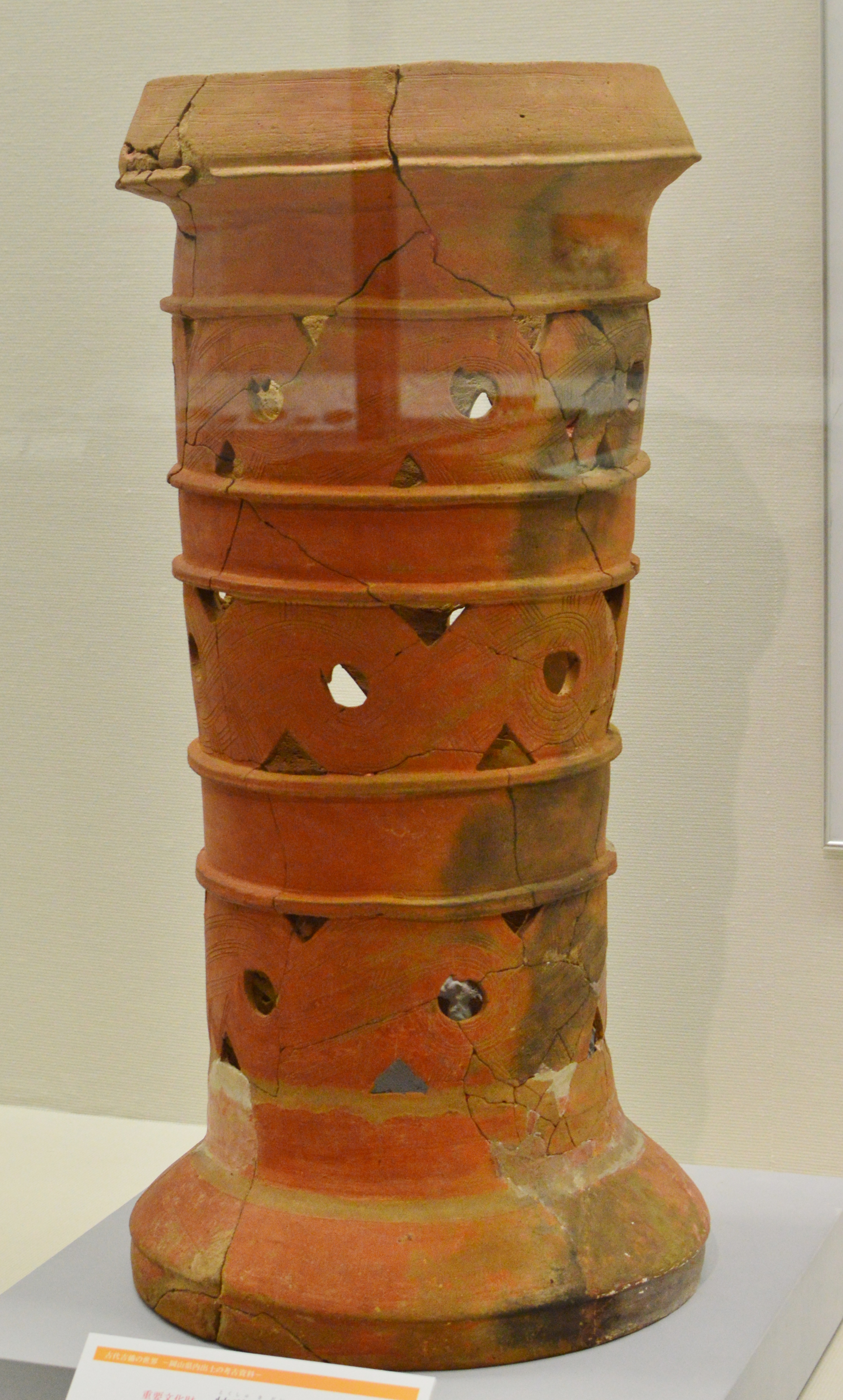
宮山墳墓群出土 特殊器台（国の重要文化財）
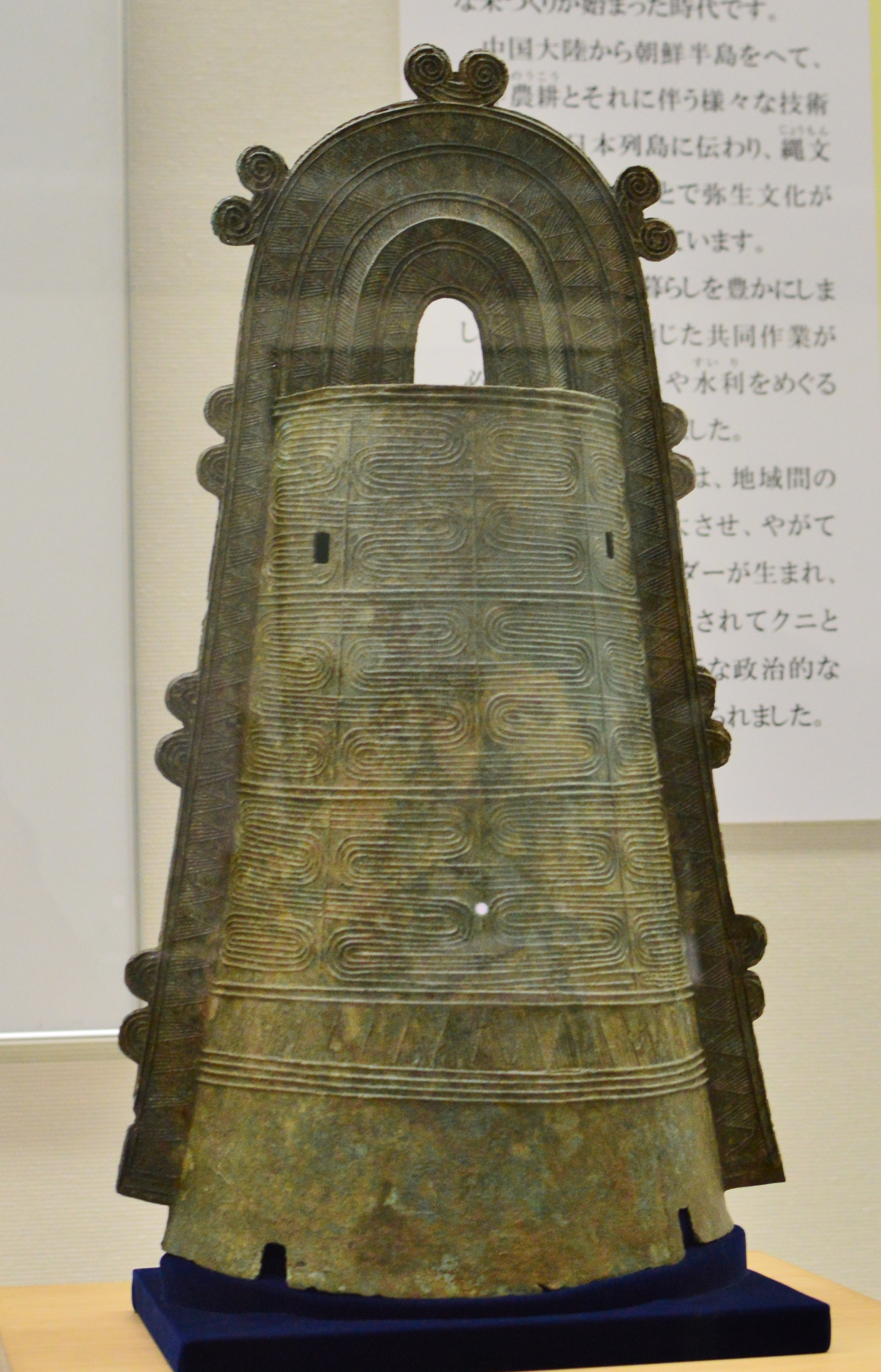
高塚遺跡出土 突線流水文銅鐸（国の重要文化財）
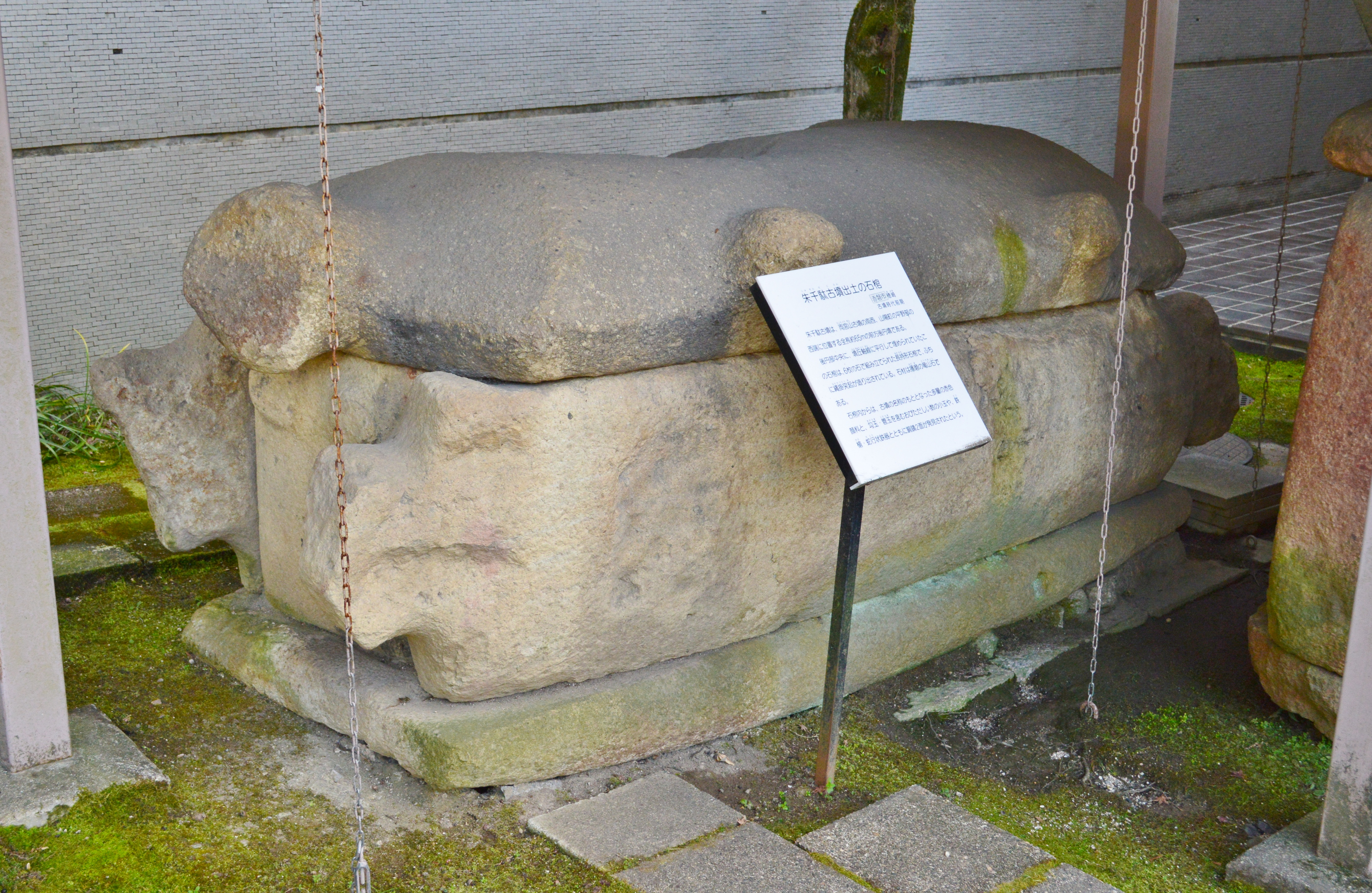
朱千駄古墳出土 長持形石棺

## 利用案内
- 開館時間
  - 夏季（4月～9月）：9:00～18:00
  - 冬季（10月～3月）：9:30～17:00
- 休館日
  - 月曜日（祝日除く。月曜日が祝日の場合は翌日。）
- 入館料
  - 個人、大人（15歳以上65歳未満）：250円
  - 65歳以上 ：120円
  - 団体（30人以上）：200円
  - 65歳以上/団体（30人以上）：100円
  - 高校生以下、身体障害者手帳・療育手帳もしくは精神障害者保健福祉手帳所持者（付添人含む）、岡山県内の大学等に在学する外国人留学生、学校教育活動の一環で入館する小・中・高校生は無料である。

## 交通アクセス
- 岡山電気軌道東山本線　城下電停より徒歩約10分
- 岡電バス藤原団地行き　「後楽園前」下車、徒歩すぐ
- 山陽自動車道　岡山ICより岡山市街地方面約15分（無料駐車場：250台）